# Byron Kurt Lichtenberg
Byron Kurt Lichtenberg (* 19. Februar 1948 in Stroudsburg, Pennsylvania, USA) ist ein US-amerikanischer Wissenschaftler. Er hat als Nutzlastspezialist an zwei Raumflügen mit dem Space Shuttle teilgenommen.

## Beginn der Karriere
Lichtenberg machte seinen Schulabschluss 1965 an der High School in Stroudsburg in Pennsylvania.
Danach wurde er Mitglied der US Air Force und flog im Vietnamkrieg 238 Kampfeinsätze mit Flugzeugen vom Typ F-4, F-100 und A-10.
Daraufhin studierte er Luft- und Raumfahrttechnik an der Brown University und schloss 1969 mit dem Bachelor erfolgreich ab, anschließend studierte er Maschinenbau und schloss 1975 mit dem Master ab, und daraufhin studierte er noch Biomedizintechnik und schloss dieses Studium 1979 mit der Promotion ab.

## Raumflüge

### STS-9

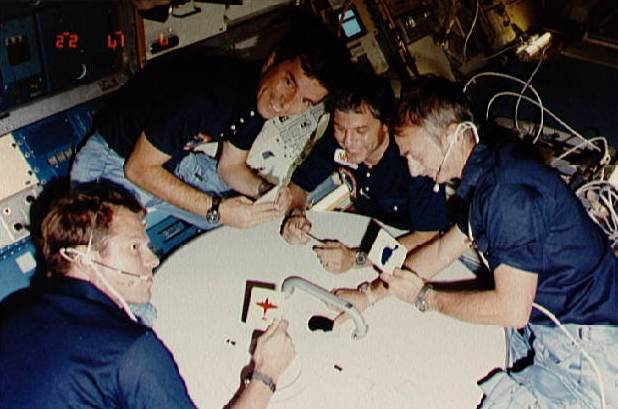
Lichtenberg (rechts) beim Kartenspielen während der Mission STS-9

Seinen ersten und längsten Weltraumeinsatz hatte Lichtenberg als Nutzlastspezialist der Mission STS-9 vom 28. November bis 8. Dezember 1983 mit dem Space Shuttle Columbia, bei der zum ersten Mal das Weltraumlabor Spacelab mitgeführt wurde. Unter dem Kommando von Astronautenlegende John Young, der als erster Mensch bei dieser Mission zum sechsten Mal in den Weltraum flog, war es der erste Raumflug mit sechs Raumfahrern. Gleichzeitig war dies die erste NASA-Mission, bei der ein Nichtamerikaner, Ulf Merbold, Mitglied der Besatzung war und auch seinen ersten Raumflug damit unternahm.
Der Flug war aus wissenschaftlicher Sicht ein voller Erfolg, denn durch die Mitführung des Spacelab konnten mehr Experimente erfolgreich durchgeführt werden als bei allen Apollo- und Skylab-Missionen zusammengenommen.
Lichtenberg war damit zusammen mit Merbold der erste Nutzlastspezialist, der in den Weltraum befördert wurde.

### STS-51-H
STS-51-H war eine Atlantis-Mission, die schon vor der Challenger-Katastrophe abgesagt wurde. Die EOM-1-Shuttle-Mission war für November 1985 vorgesehen. Neben Lichtenberg waren Vance Brand, Michael J.Smith, Robert Springer, Owen Garriott, und der zweite Nutzlastspezialist Michael Lampton eingeplant.

### STS-61-K
STS-61-K war eine Columbia-Mission, die wegen der Challenger-Katastrophe abgesagt wurde. Die EOM-1-Shuttle-Mission war für Oktober 1986 vorgesehen. Neben Lichtenberg waren Vance Brand, David Griggs, Robert Stewart, Owen Garriott, Claude Nicollier, Michael Lampton und Robert Stevenson eingeplant.

### STS-45
Bei dieser Mission wurde die Atlantis für einen Flug ins All benutzt. Lichtenberg war wieder einer der Nutzlastspezialisten dieser Mission.
Die Mission beförderte das erste Atmospheric Laboratory for Applications and Science (ATLAS-1) auf zwei Spacelab-Paletten in der Ladebucht des Shuttles. Die in der Nutzlastbucht installierte Ladung bestand aus zwölf Instrumenten aus den USA, Frankreich, Deutschland, Belgien, der Schweiz, den Niederlanden und Japan. Es wurden Studien in den Bereichen Atmosphärenchemie, Sonneneinstrahlung, Plasmaphysik und Ultraviolettastronomie durchgeführt. Weitere Forschungsprojekte waren unter anderem das Shuttle Solar Backscatter Ultraviolet Experiment (SSBUV) und das Get Away Special Experiment (GAS) von Lichtenberg durchgeführt.

## Nach den Flügen

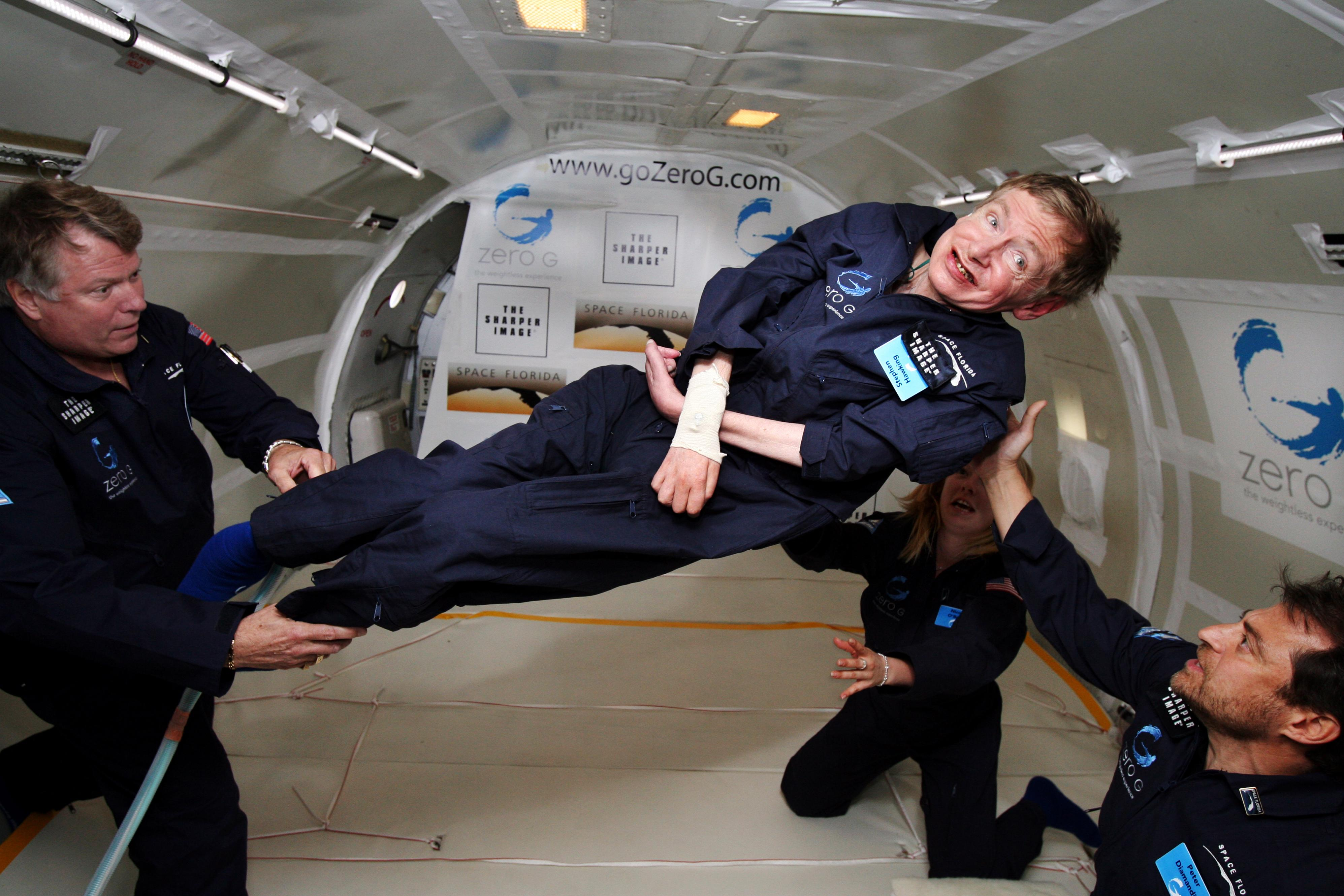
Lichtenberg (links) begleitet den Physiker Stephen Hawking bei einem Parabelflug

Lichtenberg ist Mitgründer der Firma Payload Systems, Inc., die Bestandteile der Missionen der Mir, ISS und des Space Shuttles liefert.
Außerdem ist Lichtenberg Mitbegründer der Firma Zero Gravity Corporation, die Parabelflüge anbietet. Bei diesen Flügen kann für kurze Zeit Schwerelosigkeit simuliert werden.

## Zusammenfassung
| Nr | Mission | Funktion           | Flugdatum                       | Flugdauer   |
| -- | ------- | ------------------ | ------------------------------- | ----------- |
| 1  | STS-9   | Nutzlastspezialist | 28. November – 8. Dezember 1983 | 10d 07h 47m |
| 2  | STS-45  | Nutzlastspezialist | 24. März – 2. April 1992        | 8d 22h 09m  |

## Privat
Lichtenberg ist verheiratet und hat fünf Kinder sowie zusätzlich zwei adoptierte chinesische Töchter.